# 괴산 송시열 유적
괴산 송시열 유적(槐山 宋時烈 遺蹟)은 충청북도 괴산군 청천면에 있는 조선시대 성리학 중심지 중 한 곳인 우암 송시열 유적이다. 1999년 12월 29일 대한민국의 사적 제417호로 지정되었다.

## 개요
조선시대 성리학 중심지 중 한 곳인 우암 송시열 유적이다. 송시열(1607∼1689)은 조선 후기의 성리학자이자 문신으로 조선 효종(재위1649∼1659)을 도와 북벌정책을 추진하는 등 자주적인 정치를 펼쳤으며, 주자학의 대가로서 많은 인재를 양성하였다.
화양서원은 우암 송시열이 잠시 머물렀던 장소에 세워진 서원으로 조선시대 학자들이 많이 모였던 장소이다. 만동묘의 자리는 중국 명나라 황제인 신종과 의종의 위패를 모신 사당이 있던 곳이다. 만동묘 주변에는 송시열과 관련된 암서재, 하마비, 읍궁암, 송시열 무덤 및 신도비 외에 암서재 근처의 암벽에 ‘충효절의’·‘비례부동’이란 글을 새긴 곳이 많이 있다.
송시열이 나라를 사랑하는 마음과 민족의 자존심을 지키려는 정신이 깃든 곳일 뿐 아니라 조선 성리학의 중심지로서, 한때는 일제에 의해 파괴되었던 곳이다. 민족 정기회복을 위한 교육 장소로서의 중요성이 인정되는 곳이다.

## 암서재
암서재(巖棲齋)는 충청북도 괴산군 청천면 화양리에 있는 건축물이다. 1994년 1월 7일 충청북도의 유형문화재 제175호로 지정되었다가 1999년 12월 29일 대한민국의 사적 제417호 괴산 송시열 유적에 포함됨에 따라 문화재 지정이 해제되었다.

## 같이 보기
- 송시열

## 참고 자료
- 괴산 송시열 유적 - 국가유산청 국가유산포털